# Keren (district)
Pour l’article homonyme, voir Keren.

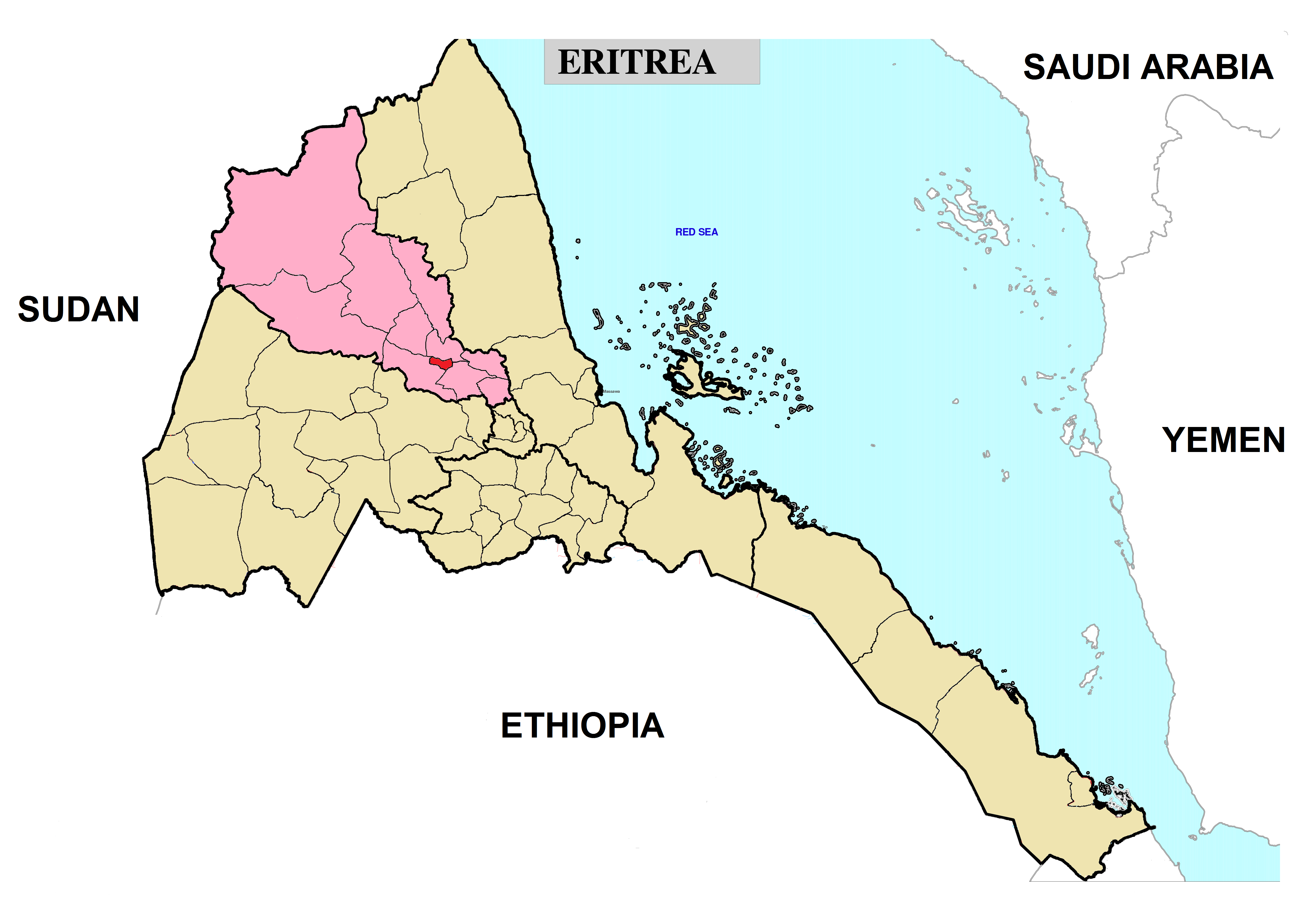
croquis du district de Keren dans la région de l'Anseba en Érythrée

Keren est un district de la région d’Anseba de l'Érythrée. La principale ville et capitale de ce district est Keren. 